# Kim Hae-myeong
Kim Hae-myeong (kor.김 해명; ur. 8 października 1966) – południowokoreański zapaśnik w stylu klasycznym. Olimpijczyk z Montrealu 1976, gdzie odpadł w eliminacjach w kategorii 68 kg.